# カムデン (ニュージャージー州)
カムデン（英語：Camden [ˈkæmdən]）は、アメリカ合衆国ニュージャージー州の都市。カムデン郡の郡庁所在地である。人口は7万1791人（2020年）。デラウェア川を境にペンシルベニア州フィラデルフィアの対岸に位置している。かつてはビクタートーキングマシン社やキャンベルスープ社をはじめとする大企業を抱える工業都市、またフィラデルフィア郊外の住宅地として重要な都市であったが、フィラデルフィア都市圏の拡大により雇用や人口が更に郊外へと移動したため治安が著しく悪化し、暴動も多発するようになった。現在は全米で最も危険な都市の1つに数えられている。

## 歴史
150年以上にわたって、カムデンはフィラデルフィアの工場地帯としての役割を担ってきた。
もともとはフィラデルフィア中心部とフェリーで連絡する郊外の小さな町であったが、産業革命とともに工業都市へと成長した。1901年から1929年にかけてはビクタートーキングマシン社（日本ビクターの親会社、のちにRCA社に買収されRCAビクターとなる）が本社をカムデンに構えた。ニューヨークシップビルディング社が造船所を構えたのも、このカムデンである。1933年には世界初のドライブインシアターが営業を開始した。
しかし、公害の発生源となった工場が郊外へ移転するようになると、失業率が上がり犯罪や貧困の増加といった苦難に直面することになった。高速道路の整備は産業と人口の郊外への流出を招き、それに伴って市街地は空洞化、治安は悪化し、人種間の緊張がもたらす暴動が多発。さらに人口・産業が市外へ流出するという悪循環の中におかれるようになった。
同市に本社を構えるキャンベルスープ社は1996年にカムデン工場を閉鎖した。現在同市の雇用を支えているのは政府・教育・医療の3分野であるが、殆どの職員はカムデン市外から通勤している。

## 治安
2002年の連邦捜査局（FBI）の調査では、カムデンの犯罪発生率は全米でワースト3位であった。モーガン・クイットノー社（Morgan Quitno）の調査では、同市は2004年・2005年と2年連続で「全米で最も危険な都市」である、と報告された（2005年の2位はデトロイト、3位セントルイス）。同社の調査はFBIのデータに基づき、6大犯罪（殺人・強姦・強盗・傷害・自動車盗難・夜盗）の発生率によって危険度を算出している。同市の犯罪率の高さの原因として、市民の1/3以上が貧困状態であることが挙げられている。
こうした事態を重く見たカムデン市政府は、ニュージャージー州政府より1億7500万米ドルにおよぶ巨額の財政支援を受け、州法のもとに新たな医療センターの設立、スラム化した住宅地の再生、フィラデルフィア市街地を望むカムデン・ウォーターフロントをはじめとした娯楽施設の整備などに力を入れ、市の再生に取り組んでいる。民間調査会社NICHEの2025年データでは依然として治安に問題があるが、平均住宅価格は全米平均値の1/3程で非常に安い   。

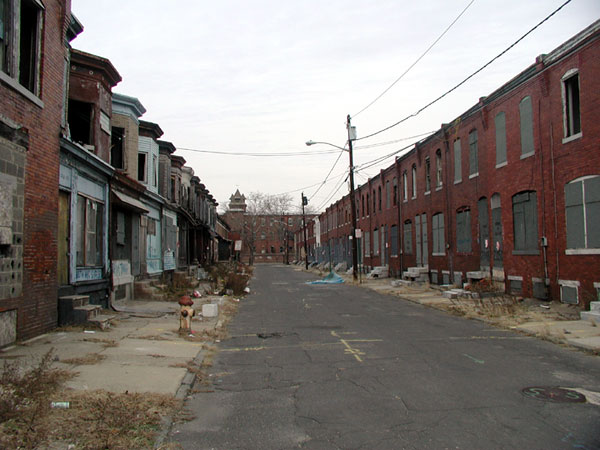
カムデンのスラム街

## 政治
政治的には、カムデンでは民主党が伝統的に強い。しかし投票率は低く、2005年の選挙では有権者のわずか19%が投票したのみである。

## 地理
カムデンは北緯39度56分14秒 西経75度6分22秒 / 北緯39.93722度 西経75.10611度（39.937195, -75.106186）に位置する。
アメリカ合衆国統計局によると、カムデン市は総面積26.9km2（10.4mi2）である。このうち22.8km2（8.8 mi2）が陸地で4.0km2（1.6 mi2）が水域である。総面積の15.03%が水域となっている。

## 人口動静

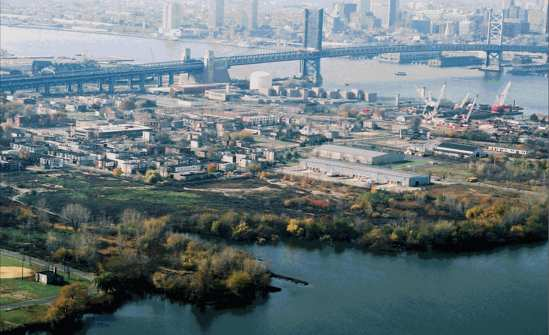
デラウェア河岸の工業地帯。空洞化が進み、荒れ地も見られる。

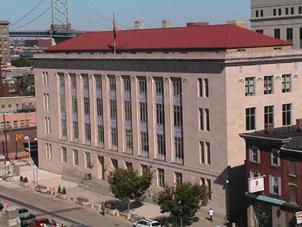
カムデンの連邦裁判所

以下は2000年国勢調査における人口統計データである。
| 基礎データ - 人口: 79,904人 - 世帯数: 24,177世帯 - 家族数: 17,431家族 - 人口密度: 3,497.9人/km2（9,057.0人/mi2） - 住居数: 29,769軒 - 住居密度: 1,303.2軒/km2（3,374.3軒/mi2） 人種別人口構成 - 白人: 16.84% - アフリカ系アメリカ人: 53.35% - ネイティブ・アメリカン: 0.54% - アジア人: 2.45% - 太平洋諸島系: 0.07% - その他の人種: 22.83% - 混血: 3.92% - ヒスパニック・ラテン系: 38.82% ※カムデン市の人口の8.9%はアメリカ合衆国外の生まれである。 年齢別人口構成 - 18歳未満: 34.6% - 18-24歳: 12.0% - 25-44歳: 29.5% - 45-64歳: 16.3% - 65歳以上: 7.6% - 年齢の中央値: 27歳 - 性比（女性100人ごとの男性の人口） - 総人口: 94.3 - 18歳以上: 90.0 | 世帯と家族（対世帯数） - 18歳未満の子供がいる: 42.2% - 結婚・同居している夫婦: 26.1% - 未婚・離婚・死別女性が世帯主: 37.7% - 非家族世帯: 27.9% - 単身世帯: 22.5% - 65歳以上の老人1人暮らし: 7.8% - 平均構成人数 - 世帯: 3.12 - 家族: 3.62 収入と家計 - 収入の中央値 - 世帯: 23,421米ドル - 家族: 24,621米ドル - 性別 - 男性: 25,624米ドル - 女性: 21,411米ドル - 人口1人あたりの収入: 9,815米ドル - ニュージャージー州内最貧 - 貧困線以下 - 対人口: 35.5% - 対家族数: 32.8% - 18歳未満: 45.5% - 65歳以上: 23.8% |

## その他
アメリカの著名な詩人であるウォルト・ホイットマンが、1892年3月26日に、この地にて死去している。